# 征村乡
征村乡，是中华人民共和国江西省九江市修水县下辖的一个乡镇级行政单位。

## 行政区划
征村乡下辖以下地区：
潭坑村、洲上村、黄荆洲村、征村、横坑村、茶子岗村、吴坪村、白沙村、熏衣村和车联村。